# Francesc Roca i Hernández
Francesc Roca i Hernández (Palma 1851-1917). Former de sabates i petit empresari rajoler. Va ser un polític i sindicalista.
Al final del decenni de 1860, començà la seva activitat política dins la secció mallorquina de la Primera Internacional. Més tard actuà dins el grup anarcosindicalista de la Unió Obrera Balear, el 1881-83. El 1890 fou un dels organitzadors de la celebració del primer de maig. Va esser el primer secretari de l'Ateneu Obrer Mallorquí (1890).
Evolucionà cap al socialisme marxista i fou, juntament amb el tipògraf Pere Pascual, el fundador d'una primera Agrupació Socialista de Palma (1892), de la qual va ser el president. Participà en la creació de la publicació La Bandera Roja (1892-94). Representà l'Agrupació en el IV congrés del PSOE el 1904. Fou també president de la Federació Local de Societats Obreres (1896, 1901-02, 1905-10).
Organitzà el 1892 la societat de sabaters La Igualdad, presidí la Federació Local de Palma (des del 1892). Participà el 1897 en la formació del Centre Instructiu Obrer. El 1900 fundà El Obrero Balear, del qual era administrador i director, responsabilitat per la qual fou processat en diverses ocasions.
Va esser el primer regidor socialista de l'Ajuntament de Palma el 1901-04 i el 1909-14. Fou substituït al capdavant del socialisme mallorquí per Llorenç Bisbal. Va esser membre de la Junta de Reformes Socials i president de la Cooperativa Social Obrera.